# Marquesado de Mercader
El Marquesado de Mercader es un título nobiliario español creado en 1719 por el Archiduque Carlos de Austria, pretendiente al trono español, a favor de José de Mercader y Torán, Presidente de la Cámara de Nápoles.
El título fue rehabilitado en 1916 por el rey Alfonso XIII a favor de Pascual de Mercader y Vallier, hijo de Antonio Mercader y Tudela, VII marqués de Malferit, XIV barón de Cheste al Campo, XIV barón de Montichelvo.

## Marqueses de Mercader
|                                           | Titular                                   | Periodo                                   |
| Creación por Archiduque Carlos de Austria | Creación por Archiduque Carlos de Austria | Creación por Archiduque Carlos de Austria |
| ----------------------------------------- | ----------------------------------------- | ----------------------------------------- |
| I                                         | José de Mercader y Torán                  | 1719-                                     |
| rehabilitación por Alfonso XIII           |                                           |                                           |
| II                                        | Pascual de Mercader y Vallier             | 1916-                                     |
| III                                       | María Antonia Mercader y Sánchez-Domenech | 1968-                                     |
| IV                                        | Jaime de Muller y Mercader                | 2010-actual titular                       |

## Historia de los marqueses de Mercader
- José de Mercader y Torán, I marqués de Mercader

Rehabilitación en 1916:
- Pascual de Mercader y Vallier (1893- . ), II marqués de Mercader, VIII marqués de Malferit, III marqués de la Vega de Valencia, (por suceder a su hermano Antonio Mercader y Vallier, II marqués de la Vega de Valencia), gentilhombre grande de España con ejercicio y servidumbre del Rey Alfonso XIII.

1. Casó con María Luisa Sánchez-Domenech y Baux. Le sucedió su hija:

- María Antonia Mercader y Sánchez-Domenech, III marquesa de Mercader. Le sucedió su hijo:

- Jaime de Muller y Mercader, IV marqués de Mercader.